# Umar Chalid Szihata Ibrahim
Umar Chalid Szihata Ibrahim (ur. 31 maja 1997) – egipski zapaśnik walczący w stylu klasycznym. Zdobył srebrny medal na mistrzostwach Afryki w 2016. Piąty na igrzyskach olimpijskich młodzieży w 2014. Trzeci na wojskowych MŚ w 2014 i na MŚ kadetów w 2014 roku.